# Keerom
Keerom ist ein indonesischer Regierungsbezirk (Kabupaten) in der indonesischen Provinz Papua auf der Insel Neuguinea. Stand 2020 leben hier circa 64.000 Menschen. Der Regierungssitz des Kabupaten ist Waris.

## Geographie
Keerom liegt im Osten der Provinz Papua im Binnenland. Im Norden grenzt es an die Stadt Jayapura, im Westen an den Regierungsbezirk Jayapura und im Süden an den Kabupaten Pegunungan Bintang der Provinz Papua Pegunungan. Im Osten grenzt Keerom an den Nachbarstaat Papua-Neuguinea. Administrativ unterteilt sich Keerom in 11 Distrikte (Distrik) mit 91 Dörfern (Kampung).

## Einwohner
2020 lebten in Keerom 64.136 Menschen. Die Bevölkerungsdichte beträgt 8 Personen pro Quadratkilometer. Circa 45 Prozent der Einwohner sind Muslime, 29 Prozent Protestanten und 26 Prozent Katholiken.